# Johanne Buchardt
Johanne Elvira Buchardt, född 13 november 1903 i Skive, död 16 juni 1948, var en dansk författare.
Johanne Buchardt växte upp som fosterbarn. Som vuxen försörjde hon sig som husa och syerska innan hon blev författare. Hon författardebuterade 1936 då hon fick novellen En pige gaar forbi publicerad i Skive Folkeblad. Hennes första bok, romanen Født til Graad, gavs ut 1943 och skildrar livet hos en fattig och föräldralös flicka. Hon mottog Kollegernes ærespris 1945 för uppföljaren Der gaar ingen Vej tilbage (1944).